# Parigi-Roubaix 1978
La Parigi-Roubaix 1978, settantaseiesima edizione della corsa, fu disputata il 16 aprile 1978, per un percorso totale di 263 km. Fu vinta dall'italiano Francesco Moser, giunto al traguardo con il tempo di 7h12'24" alla media di 36,494 km/h davanti a Roger De Vlaeminck e Jan Raas.
Presero il via da Compiègne 141 ciclisti, 40 di essi tagliarono il traguardo a Roubaix.

## Ordine d'arrivo (Top 10)
| Pos. | Corridore           | Squadra     | Tempo   |
| ---- | ------------------- | ----------- | ------- |
| 1    | Francesco Moser     | Sanson      | 7h12'40 |
| 2    | Roger De Vlaeminck  | Sanson      | a 1'40" |
| 3    | Jan Raas            | TI-Raleigh  | s.t.    |
| 4    | Freddy Maertens     | Flandria    | s.t.    |
| 5    | Ferdi Van Den Haute | Marc Zeepc. | a 4'11" |
| 6    | Hennie Kuiper       | TI-Raleigh  | a 4'26" |
| 7    | Guido Van Sweevelt  | Ijsboerke   | 5'21"   |
| 8    | Herman Van Springel | Marc Zeepc. | s.t.    |
| 9    | Ronan de Meyer      | Marc Zeepc. | s.t.    |
| 10   | Marc Demeyer        | Flandria    | 5'49"   |